# John Collier (schilder)

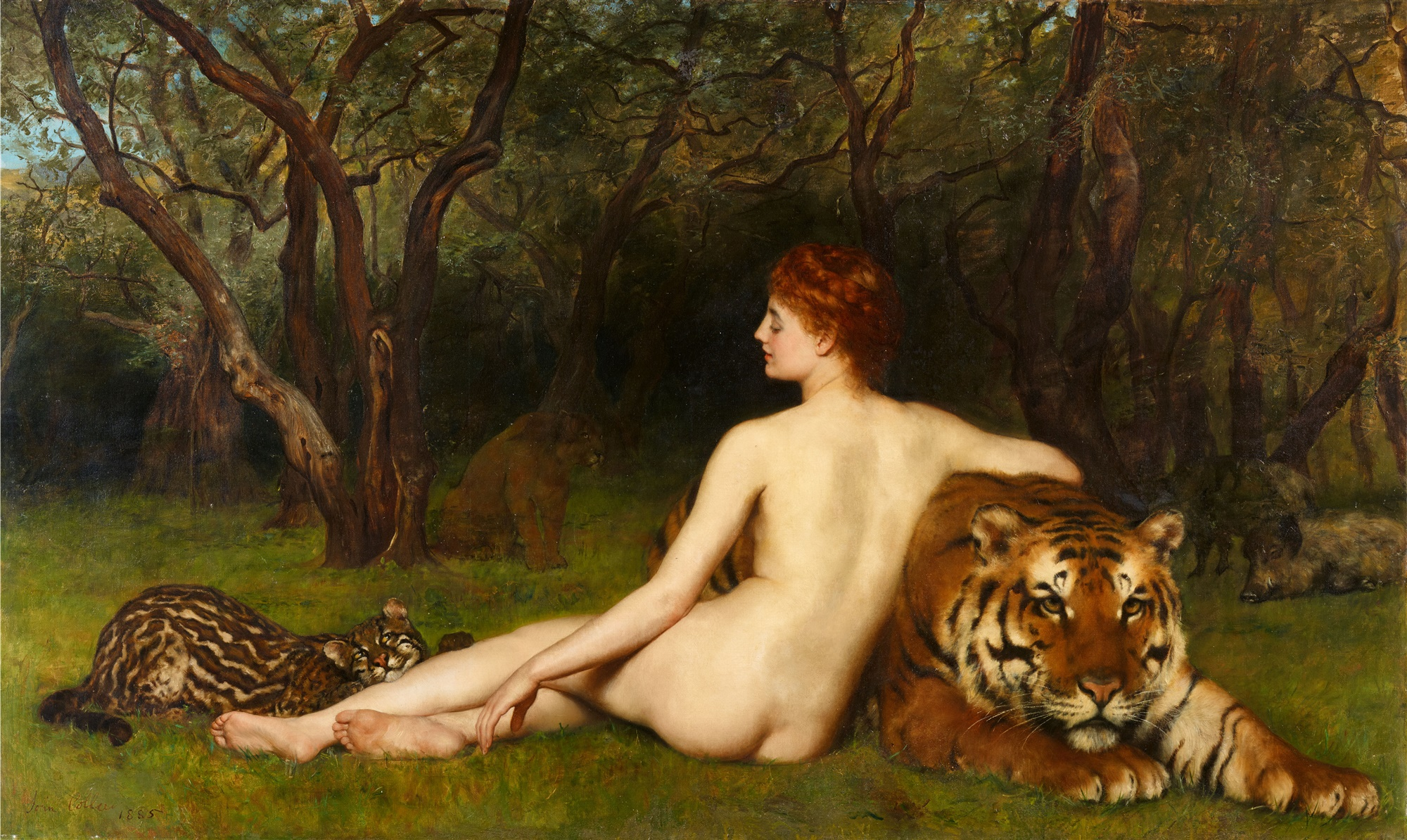
Circe, 1885

John Maler Collier (Londen, 27 januari 1850 – aldaar, 11 april 1934) was een Engels kunstschilder en schrijver. Hij wordt wel eens  geassocieerd met de Prerafaëlieten, maar daar heeft zijn werk eigenlijk niets mee te maken; als leerling van Lourens Alma Tadema en vanwege zijn klassieke onderwerpskeuze en neoclassicistische stijl is hij eerder te rekenen tot de zogeheten Victorian Olympians.

## Leven en werk
Collier was een zoon van Sir Robert Perret Collier, de latere baron Lord Monkswell, advocaat en parlementslid. Hij ontving zijn opleiding aan Eton College en ging als schilder in de leer bij de oorspronkelijk uit Nederland afkomstige schilder Lawrence Alma-Tadema. Hij studeerde aan de Slade School of Fine Art in Londen, in Parijs bij Jean-Paul Laurens en in München aan de Akademie der Bildenden Künste München. Hij ontwikkelde zich als portretschilder en werd sterk geïnspireerd door John Everett Millais. Hij exposeerde vanaf 1870 bij de Royal Academy of Arts in Londen.
John Collier trouwde in 1879 met Marian Huxley, een dochter van de bioloog Thomas Huxley, Fellow of the Royal Society, de Britse Academie voor Wetenschappen. Zij was schilderes, studeerde aan de Slade School en aan de Royal Academy. Zij kregen een dochter, Joyce, waarna Marian leed aan een postnatale depressie. Zij overleed in 1887 in Parijs aan de gevolgen van een longontsteking. 
In 1889 trouwde Collier met Marians jongere zus Ethel. Aangezien een dergelijk huwelijk destijds in Engeland niet was toegestaan, vond de plechtigheid plaats in Noorwegen. Uit dit huwelijk werden een zoon en een dochter geboren. Hun zoon Laurence Collier was de Britse ambassadeur in Noorwegen van 1941 tot 1951.
Collier wordt beschouwd als een van de beste portretschilders van de laat-Victoriaanse periode. Ook koos hij vaak voor thema's uit de geschiedenis, de literatuur of de mythologie. Hij vervaardigde boekillustraties, waaronder 32 afbeeldingen bij de roman The Trumpet-Major van Thomas Hardy in het tijdschrift Good Words.

## Galerij

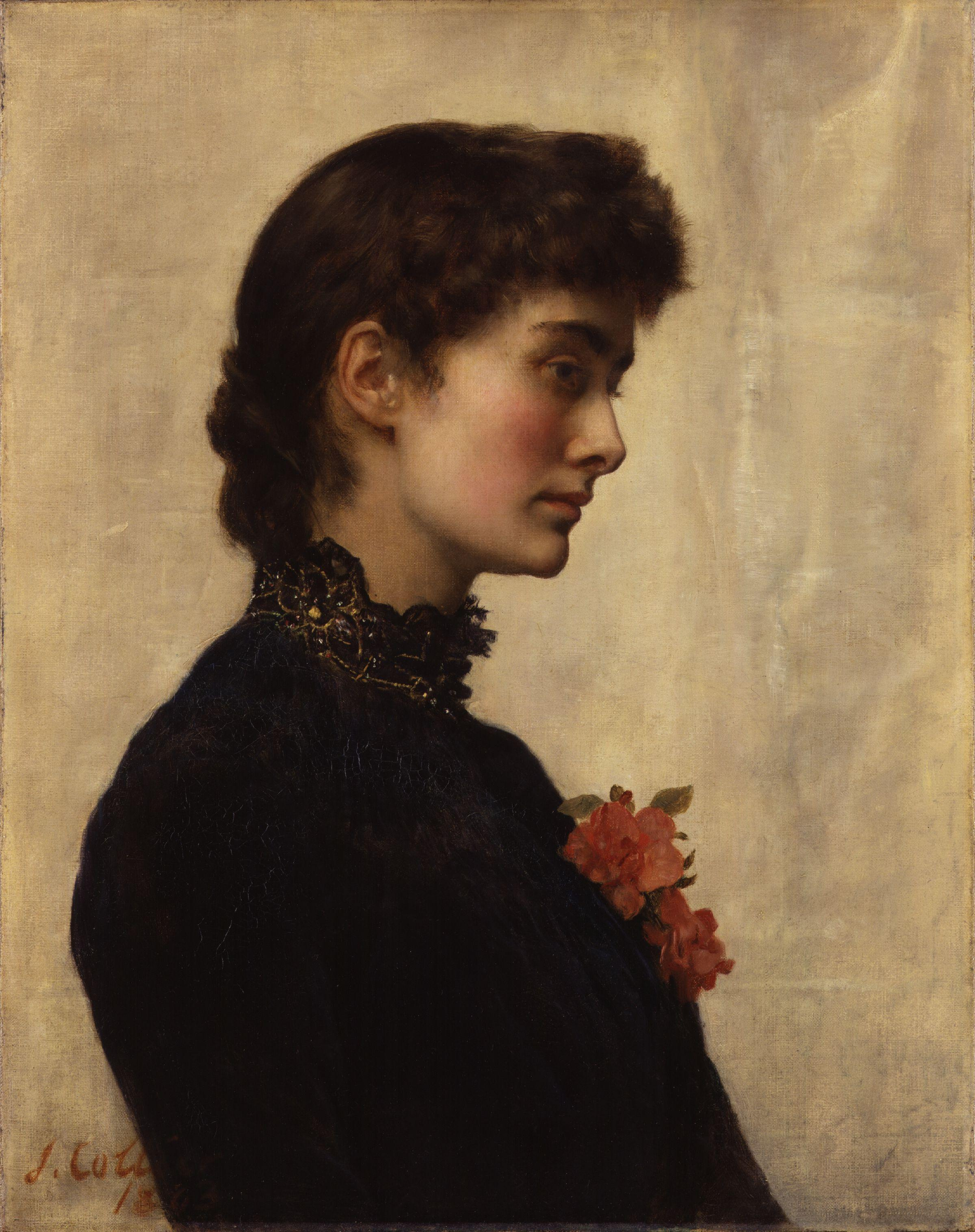
Portret van Marian Collier, 1883, National Portrait Gallery, Londen
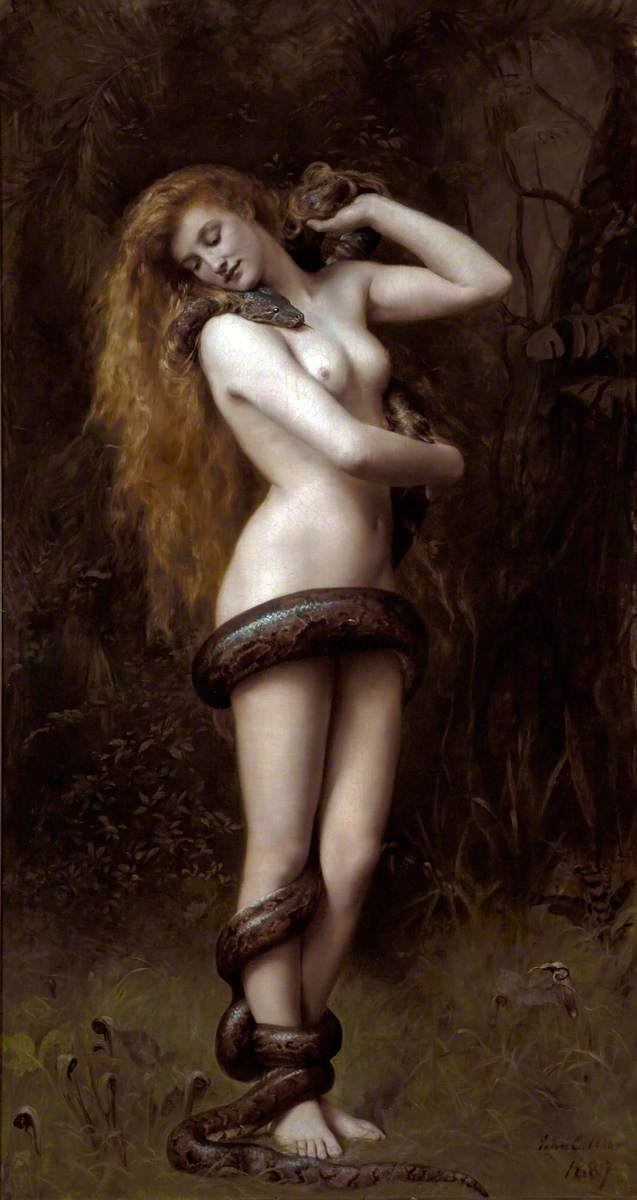
Lilith, 1892, Atkinson Art Gallery & Museum, Merseyside
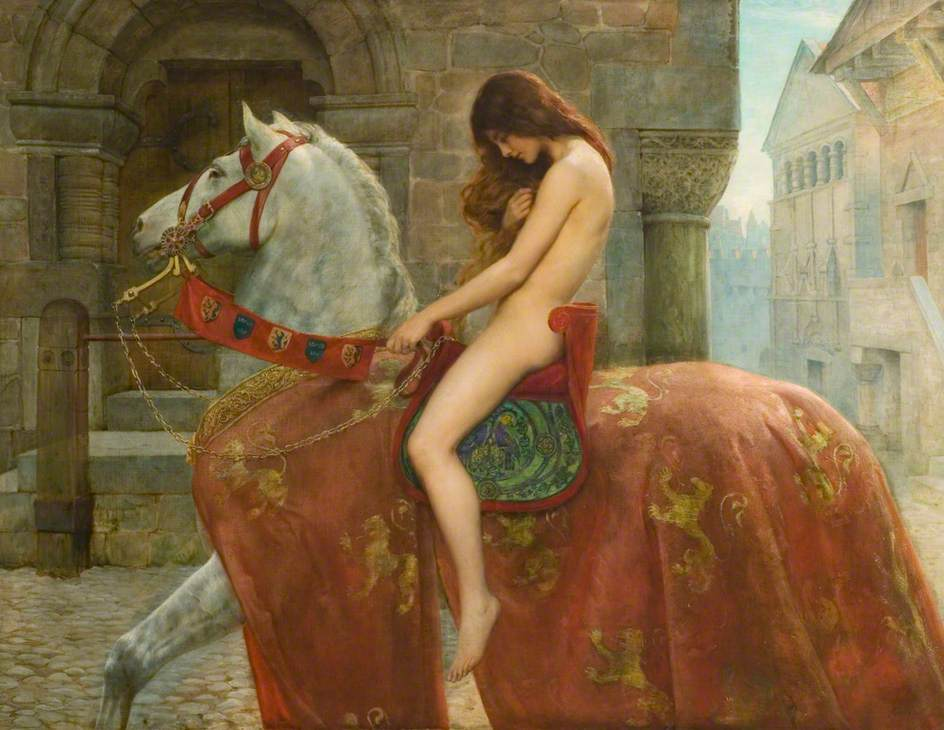
Lady Godiva, 1898, Herbert Art Gallery & Museum, Coventry
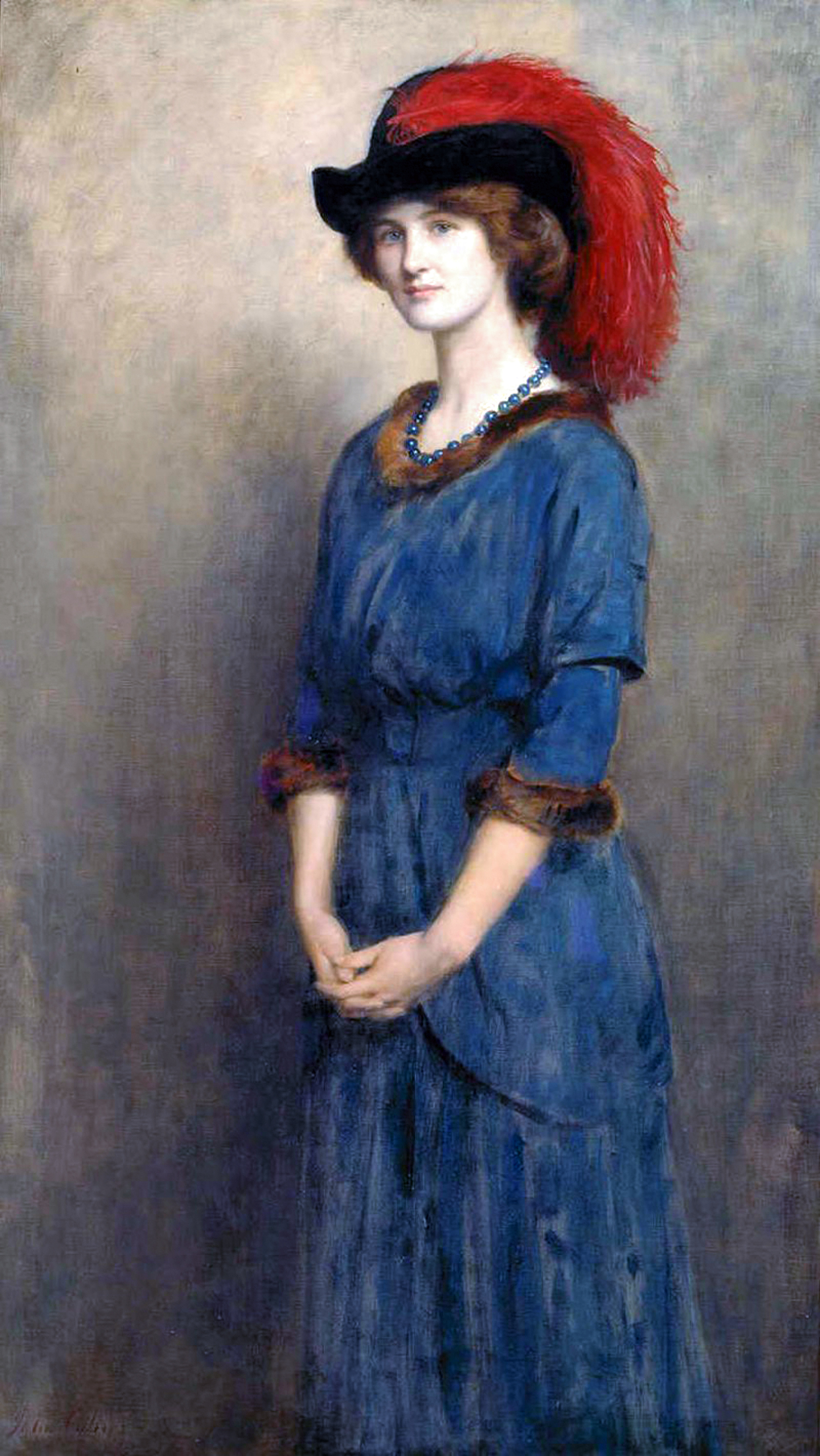
Angela McInnes, 1914, National Gallery of Victoria, Melbourne
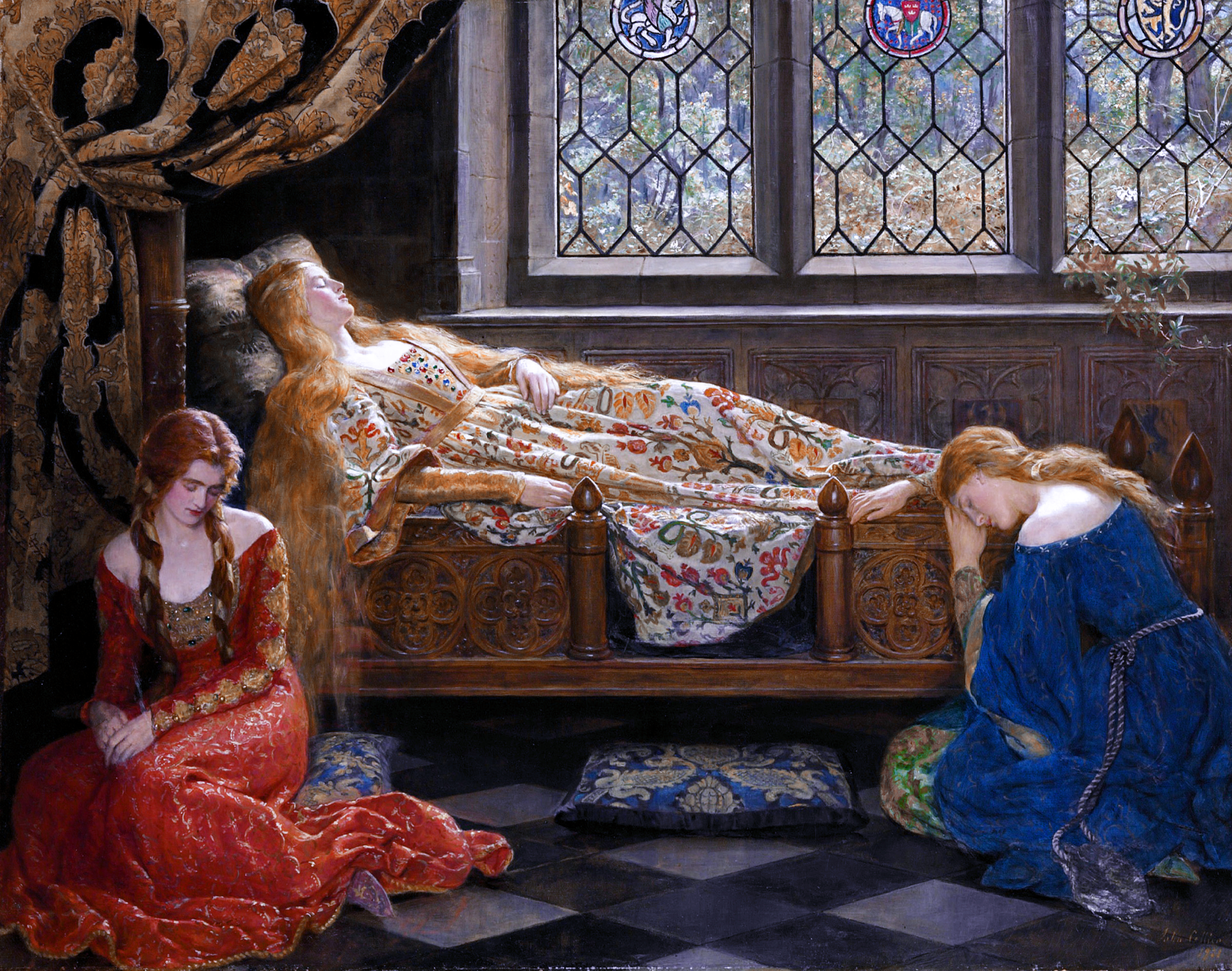
The Sleeping Beauty, 1921